# 冰岛统治者列表
冰岛国王（丹麦语：Konge af Island；冰岛语：Konungur Íslands），下表显示了历代统治冰岛的君主。

## 挪威属地
- 哈康四世·哈康森（老哈康） 1217年-1263年
- 马格努斯·哈康森（改善法律的人）1263年-1280年
- 埃里克二世·马格努松  1280年-1299年
- 哈康五世·马格努松 1299年-1319年
- 马格努斯七世·埃里克松 1319年-1343年
- 哈康六世·马格努松 1343年-1380年
- 奥拉夫二世·哈康松 1380年-1387年
- 玛格丽特 1387年-1389年
- 埃里克三世 1389年-1442年
- 克里斯托弗 1442年-1448年
- 卡尔一世·克努特松 1449年-1450年
- 克里斯蒂安一世 1450年-1481年
- 汉斯 1481年-1513年
- 克里斯蒂安二世 1513年-1523年
- 腓特烈一世 1523年-1533年
- 克里斯蒂安三世 1534年-1559年
- 腓特烈二世 1559年-1588年
- 克里斯蒂安四世 1588年-1648年
- 腓特烈三世 1648年-1670年
- 克里斯蒂安五世 1670年-1699年
- 腓特烈四世 1699年-1730年
- 克里斯蒂安六世 1730年-1746年
- 腓特烈五世 1746年-1766年
- 克里斯蒂安七世 1766年-1808年
- 腓特烈六世 1808年-1814年

## 丹麦属地
- 弗雷德里克六世 1814年-1839年
- 克里斯蒂安八世 1839年-1848年
- 弗雷德里克七世 1848年-1863年
- 克里斯蒂安九世 1863年-1906年
- 弗雷德里克八世 1906年-1912年
- 克里斯蒂安十世 1912年-1918年

## 冰岛国王
| 肖像 | 名称                       | 纹章 | 开始时间      | 结束时间      |
| ---- | -------------------------- | ---- | ------------- | ------------- |
|      | 克里斯蒂安十世 Christian X |      | 1912年5月14日 | 1944年6月17日 |

## 王位覬覦者
| 肖像 | 名称                        | 纹章 | 开始时间      | 结束时间      |
| ---- | --------------------------- | ---- | ------------- | ------------- |
|      | 克里斯蒂安十世 Christian X  |      | 1944年6月17日 | 1947年4月20日 |
|      | 佛瑞德里克九世 Frederick IX |      | 1947年4月20日 | 1972年1月14日 |
|      | 瑪格麗特二世 Margrethe II   |      | 1972年1月14日 | 2024年1月14日 |
|      | 佛瑞德里克十世 Frederik X   |      | 2024年1月14日 | 現任          |